# Condado de York (Novo Brunswick)
O Condado de York é um território administrativo concelhio por direito próprio, localizado no no centro-oeste da província de New Brunswick, no Canadá.

## Descrição
É neste condado com uma área de 8,951.97 km2 que se localiza a cidade capital da província de New Brunswick, Fredericton. Fora da área citadina, existem apreciáveis espaços destinados á agricultura e a silvicultura, actividades estas que são as duas principais indústrias do município, que é atravessado pelo Rio Saint John.
O Rio Southwest Miramichi flui através da parte norte desta província.
Em 2011 este condado apresentava uma população de 97,238 habitantes.

## História
Condado de York foi criado em 1785, após a nomeação do segundo filho do rei George III, o príncipe Frederico (1763-1827), que foi feito duque de York em 1784. Por volta do ano de 1831, a metade superior do território tornou-se tão povoado com novos colonos, aqui chegados devido ao solo rico da região, que foi este território teve de ser separado do Condado de Carleton.

## localidades
- Fredericton (só a cidade e sede da comarca )
- Nova Maryland
- McAdam
- Nackawic
- Stanley
- Canterbury
- Harvey
- Millville
- Meductic